# Chlewice (województwo zachodniopomorskie)
Chlewice (niem. do 1945 Klewitz) – wieś w Polsce położona w województwie zachodniopomorskim, w powiecie myśliborskim, w gminie Boleszkowice w pobliżu ujścia Myśli do Odry, na terenach podmokłych; od płn. i wsch. otoczona lasami.
W latach 1975–1998 miejscowość administracyjnie należała do województwa gorzowskiego. Częściowo zachowany układ ulicowy.

## Nazwa
Nazwa na przestrzeni wieków: Clewitz 1451, 1857; Klewitz 1540.
Zgermanizowana nazwa Klewitz pochodzi od słowiańskiego Chlewice lub Chlewica, te zaś od nazwy osobowej Chlewa z sufiksem -ice, lub od chlewu z sufiksem -ica.

## Środowisko przyrodnicze
Okoliczne tereny stanowią fragment parku krajobrazowego „Ujście Warty”. Na tym terenie znajduje się kopalnia kruszyw mineralnych „Chlewice”. Obszar wyrobisk i pozostały teren zakładów górniczych (osadniki, hałdy) zajmuje łącznie 40,5 ha. Skutkiem tej działalności jest dewastacja rzeźby terenu, zburzenie harmonijnego, mało przekształconego krajobrazu nadodrzańskiego (jednego z przedmiotów ochrony w Parku), zanik wielu cennych siedlisk przyrodniczych, zakłócenie stosunków wodnych w dolinie Odry, zamieranie drzewostanów łęgowych w otoczeniu kopalni oraz wykluczenie na znacznym odcinku nabrzeża Odry z zagospodarowania rekreacyjnego. Położenie kopalni bezpośrednio nad Odrą stwarza szczególne zagrożenie podczas powodzi, gdyż wody powodziowe mogą wtargnąć w obręb wyrobisk powodując podpiętrzenie wód gruntowych i zalanie terenów poza granicami naturalnego obszaru zalewowego.

## Historia
- XIII-XIV w. – osada prawdopodobnie istnieje i stanowi własność chwarszczańskiej komandorii Templariuszy, a następnie Joannitów. W tym okresie najpewniej istniał już kościół.
- 1451 – pierwsza wzmianka pod nazwą Clewitz
- 2 poł. XVI w. – wzmianka, że karczma chlewicka odbiera rocznie 300 beczek piwa z browaru w Namyślinie
- 1804 – powstanie w Namyślinie parafii ewangelickiej z kościołami filialnymi w Chlewicach i Porzeczu
- 1850 – powódź na okolicznym terenie, zalanych zostaje 380 ha użytków rolnych
- Ok. poł. XIX w. – założono cmentarz wiejski w płd. części wsi
- 05.02.1945 – zajęcie wsi przez wojska 5 Armii 1 Frontu Białoruskiego; kościół zniszczony w wyniku działań wojennych
- Po 1945 – zniszczone zostają wszystkie przeprawy promowe (w tym Przewóz Chlewicki), umożliwiające wcześniej dotarcie do łąk i pól leżących na lewym brzegu Odry
- Lata 50 XX w. – rozebrano kościół
- VII.1997 – powódź; podtopienie zabudowań, gruntów ornych, lasów i użytków zielonych we wsiach Chlewice, Kaleńsko i Porzecze, do rzędnej 15,5 m n.p.m. na powierzchni ok. 3200 ha.
- XX/XXI w. – Chlewice przekształcają się (podobnie jak Kaleńsko i Namyślin) w miejscowość letniskową. Powstają nowe obiekty, część historycznej zabudowy adaptuje się do nowych potrzeb, część zabudowań popada w ruinę.

## Ludność
Ludność w ostatnich 3 stuleciach:

## Gospodarka
- Na terenie sołectwa funkcjonuje 18 gospodarstw rolnych. Struktura użytków rolnych:

| Użytki rolne | Pow. w ha |
| Orne         | 96,5      |
| Sady         | 0         |
| Łąki         | 282       |
| Pastwiska    | 62,5      |

- „Pomorskie Kopalnie Żwiru” S.A.

Zasoby eksploatacyjne złoża według dokumentacji z 1992 r. wynoszą 6056 tys. ton dla powierzchni 37,25 ha. Według dodatku do dokumentacji opracowanego w 1997 r. dla firmy „Pomorskie Kopalnie Żwiru sp. z o.o.” i zatwierdzonego przez Wojewodę Gorzowskiego (dec. OS-g-7520/2/97 z 09.08.1997 r) zasoby geologiczne złoża wynoszą 10 828 tys. ton. Złoże posiada koncesję eksploatacyjną wydaną przez Wojewodę Gorzowskiego (dec. OS-g-7512/E/3/96 z dn. 23.12.1996 r) na obszar 40,5 ha. Koncesja przewiduje roczne wydobycie rzędu 250-300 tys. ton i obowiązuje do XII.2021 r. Obecnie eksploatacja złoża jest zatrzymana. Złoże posiada wyznaczony teren i obszar górniczy „Chlewice” o powierzchni 123,2 ha (dec. Woj. Gorz. Nr OŚ-g-7512/E/3/96/4/97 z 26.03.1997 r). Prace rekultywacyjne na złożu nie są prowadzone. Złoże położone jest na obszarze Parku Krajobrazowego „Ujście Warty”.
- Sklep spożywczo-przemysłowy
- Usługi leśne

## Organizacje i instytucje
- Ochotnicza Straż Pożarna – mieści się na zachód od działki kościelnej. Jest to obiekt wzniesiony w 4 ćw. XIX w. z kamienia łamanego, nakryty dachem 2-spadowym (obiekt w gminnej ewidencji zabytków).

## Edukacja
Dzieci uczęszczają do szkoły podstawowej w Gudziszu i Boleszkowicach, młodzież do gimnazjum w Boleszkowicach.

## Atrakcje turystyczne
- Kościół – zniszczony w 1945 r. w trakcie działań wojennych, rozebrany w latach 50 XX w. Zlokalizowany był w centralnej części wsi; obecnie teren zaniedbany, pozostał zarys fundamentów.
- Cmentarz przykościelny – pierwotnie wokół kościoła w centrum wsi, obecnie teren splantowany, brak śladów nagrobków.
- Cmentarz wiejski (nieczynny) – założony ok. poł. XIX w., w płd. części wsi; obecnie teren w ramach zagrody wiejskiej, użytkowany jako ogród i do hodowli ptactwa domowego. Sporadycznie resztki nagrobków, teren zaniedbany, objęty strefą „K” ochrony konserwatorskiej.
- Cmentarz (zlikwidowany) – w znacznej odległości na płn.-wsch. od wsi, obecnie teren zalesiony uprawą brzozy (obiekt chroniony w ewidencji konserwatorskiej).
- Szlak kajakowy nr 220 na Myśli – 1,3 km do ujścia Myśli do Odry.